# Vorstartkontrolle (Sport)
Eine Vorstartkontrolle ist in Sportarten, die im Wettkampf mit besonderen physischen und psychischen Belastungen einhergehen (Kampfsport, Motorsport, Luftsport u. a.), im Regelwerk der entsprechenden Sportverbände vorgesehen. Sie wird unmittelbar vor dem Wettkampf durchgeführt und stellt  eine orientierende Gesundheitskontrolle und Überprüfung der unmittelbaren Wettkampffähigkeit dar.
Es gelten die folgenden Prinzipien und Erfordernisse
- Kenntnis der sport- und wettkampfspezifischen Anforderungen
- Kritische und verantwortungsbewusste Entscheidung über Startverbote
- Dissimulation in Rechnung stellen!
- keine Gefälligkeitsatteste erteilen!
- Startverbote sind konsequent durchzusetzen

Ihre Durchführung obliegt dem eingesetzten Wettkampfarzt vor Ort und erfolgt allgemein im Rahmen des Wiegens in den Kampfsportarten bzw. im Rahmen der Belehrung und Einweisung vor dem Wettbewerb.
Die Vorstartkontrolle umfasst eine Befragung hinsichtlich bestehender Infekte, kurz zurückliegender Erkrankungen, Verletzungen und Operationen, aktueller Beschwerden oder Indispositionen. Zu erfragen sind auch eingenommene Arzneimittel oder Stimulantien. Diese Daten können auch mittels eines Fragebogens, der vom Teilnehmer auszufüllen ist, erhoben werden.
Die Untersuchung umfasst die Inspektion des entkleideten Sportlers, Prüfung der groben Kraft durch beiderseitigen Händedruck, Abtasten von Nase, Augenbrauen, Jochbogen und unterem Brustkorbbereich (bei Kampfsportlern). Hinzu kommt eine Beurteilung von Haut, Zunge, Rachenraum und der Augenbindehaut, eine Auskultation der Lunge und des Herzens. 
In bestimmten Sportarten sind in diesem Rahmen auch Blutuntersuchungen bzw. Dopingkontrollen vor dem Wettkampf durchzuführen.
Diese Untersuchung ist nach den Erfordernissen der Sportart zu variieren. 
Startverbot ist allgemein auszusprechen bei offensichtlicher Eigen- oder Fremdgefährdung wie
- Hinweisen auf Infekte oder Fieber
- nicht ausgeheilten Erkrankungen und Verletzungen
- Verdacht auf Doping
- akuten Indispositionen anderer Art

Gegen diese Entscheidung sind Rechtsmittel allgemein nicht zulässig.

## Quelle
- Arndt, K.-H.: Sportmedizinische Betreuung bei Sportveranstaltungen. 2. Auflage. Verlag J. A. Barth Leipzig-Berlin-Heidelberg 1992. S. 45 ff. ISBN 3-335-00330-6